# Detlev von Ahlefeldt (Haseldorf)
Detlev von Ahlefeldt († 9. März 1599 in Braak) war Herr auf Osterrade und Haseldorf und wurde von seinem Vetter Marquard von Ahlefeldt ermordet.

## Leben

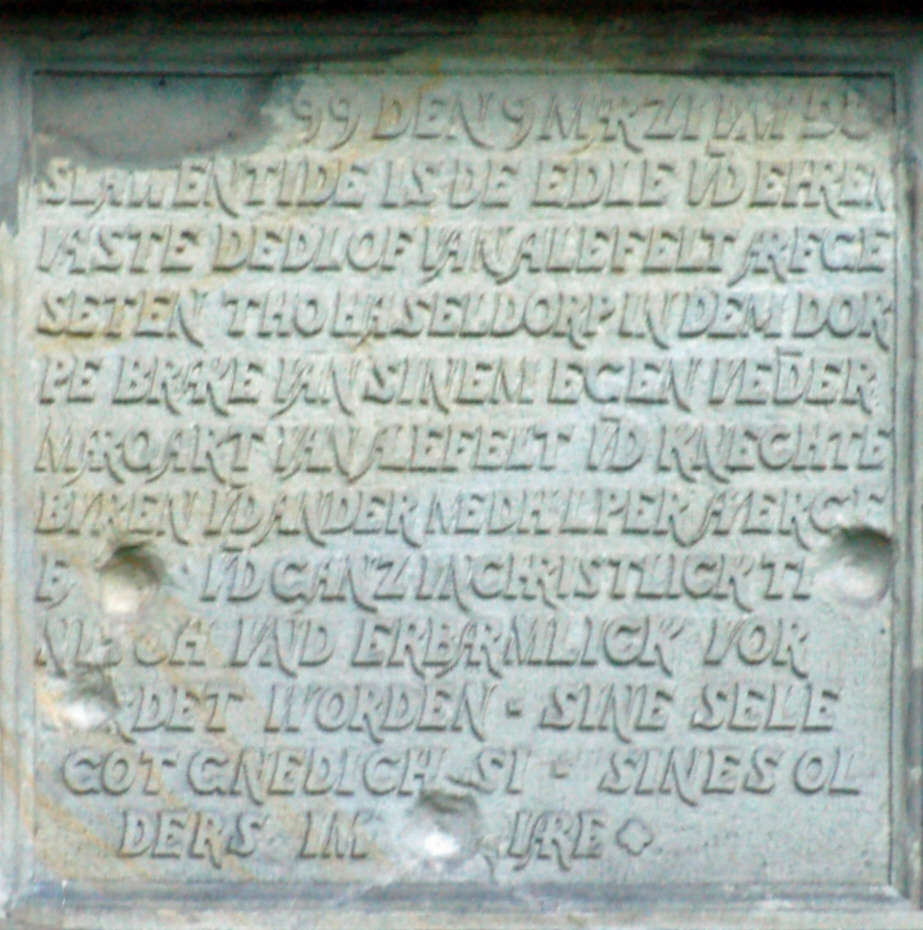
Die Gedenktafel an den Mord an der Haseldorfer Kirche

Detlev von Ahlefeldt besaß die Güter Osterrade und Haseldorf. Der Geschichtsschreiber Coronäus  schrieb folgende merkwürdige Geschichte von seiner Braut: „Detlev Ahlefeldt war verlobt mit der Tochter des Bendix von Ahlefeldt zu Ophusen und der Frau Metta ... Bendix hatte mit seiner Frau 12 Kinder, von denen 11 in der Wiege von mörderischen Weibern durch Nadelstiche in die Köpfe umgebracht worden sind; nur eine Tochter, eben jene Braut des Detlev von Ahlefeldt, ist erwachsen; doch auch sie wurde kurz vor der Hochzeit durch Gift ermordet“. „Die Weiber aber“, fügt Coronäus hinzu, „die solches gethan haben, sind mit Feuer verbrannt worden“. „Frau. Metta, die Mutter dieser zwölf ermordeten Kinder, hat nach ihres Mannes Tode den Johann von der Wisch auf Oehe und Olpenitz geheirathet und ihm das Gut Ophusen zugebracht“. Bendix Ahlefeldt auf Ophusen starb am 24. August 1579 als Amtmann von Tondern; er war ein Sohn des Wulff von Ahlefeldt auf Nör und der Catharina von Sehestedt. 
Detlev von Ahlefeldt huldigte im Jahre 1580 in Flensburg dem regierenden Herrn und starb 1599, meuchlerisch von seinem Vetter Marquard von Ahlefeldt erschossen. Seine Gemahlin war Clarelia von Reventlow, eine Tochter des Jasper von Reventlow auf Rixdorf und der Ida von Rantzau aus dem Hause Bothkanp. Detlev von Ahlefeldt hatte vier Kinder.

## Der Mord

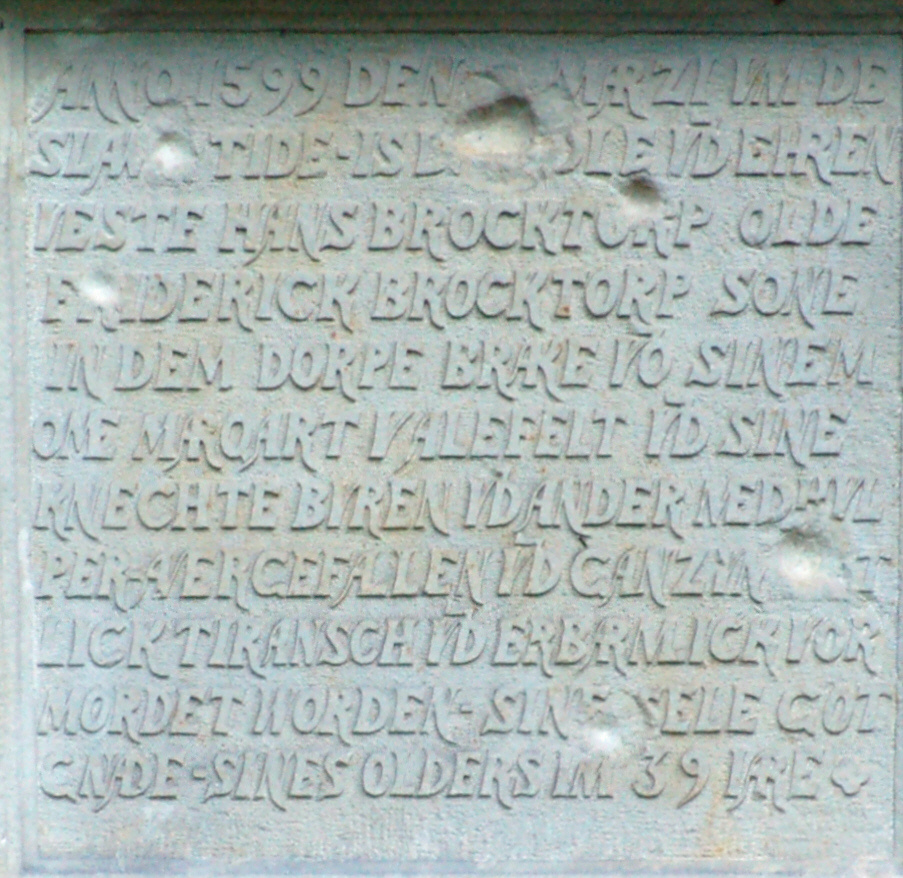
Gedenktafel an Hans Brockdorff an der Haseldorfer Kirche

Benedikt von Ahlefeldt auf Haseldorf geriet wegen verschiedener Dinge, insbesondere über den Besitz und die Nutzung des Außendeichs an der Elbe, mit seinem Bruder Wulff von Ahlefeldt in heftigen Streit. Dieser Bruderzwist hatte nicht allein Prozesse und Rechtsstreitigkeiten, sondern auch arge Gewalttaten zur Folge und vererbte sich auf deren Söhne Detlef und Marquard. Es entstand zwischen den Vettern eine blutige Familienfehde. Bei einem Versöhnungsmahl in Haseldorf schoss der betrunkene Detlev seinem Vetter „mit einer Pistole die Eingeweide im Bauch entzwei, welches er hernach über ein silbern Röhrlein hat heilen lassen“. Darauf sagte Detlev seinem Vetter förmlich Fehde an. Anfang März 1599 ritt Detlev mit seinem Vetter Hans Brockdorff und einigen Knechten zu einem Begräbnis nach Eckernförde. Unterwegs machten sie Rast in einem Bauernhaus in Braak, einem Dorf bei Hamburg. Am Abend wurde das Haus von Marquard und einer Anzahl von Reiter umstellt und beschossen. Dabei fielen einige Knechte von Detlev den Kugeln zum Opfer. Danach drang Marquard mit seinen Begleitern in das Haus ein und man entdeckte Detlev von Ahlefeldt und Brockdorff in einer Kiste, wo sie sich versteckt hatten. Daraufhin wurde das Feuer auf die Kiste eröffnet. Als die beiden Verwundeten sich später erhoben und den Deckel der Kiste öffneten, gerieten ihre Kleidung und die Kiste in Brand und beide kamen elendiglich in den Flammen um. Eine Gedenktafel an der Außenwand der Haseldorfer Kirche erinnert noch heute an diesen „ganz unkristlichen und erbärmlichen Mord“ (alte Chronik). Marquard von Ahlefeldt, der Mörder, starb am 18. Juli 1608 in Uetersen infolge eines Reitunfalls.